# Utzedel
Utzedel ist eine Gemeinde im Norden des Landkreises Mecklenburgische Seenplatte. Die Gemeinde liegt südöstlich von Demmin. Sie gehört dem Amt Demmin-Land an, das seinen Verwaltungssitz in Demmin hat.

## Geografie
Utzedel liegt ca. sieben Kilometer südöstlich von Demmin. Durch den Westen des Gemeindegebietes fließt der Augraben, nördlich davon die Tollense.

### Nachbargemeinden
- im Norden: Siedenbrünzow
- im Osten: Kruckow, Alt Tellin
- im Süden: Hohenmocker
- im Westen: Demmin, Beggerow

### Ortsteile
- Utzedel
- Leistenow
- Dorotheenhof
- Teusin
- Roidin

## Geschichte
Utzedel wurde 1248 erstmals urkundlich erwähnt, als der pommersche Herzog Wartislaw III. dem Kloster Dargun den Besitz bestätigte. Die Feldsteinkirche stammt aus der Mitte des 13. Jahrhunderts.
Das Gut befand sich seit 1500 im Besitz der Adelsfamilie von Maltzahn, zusammen mit den später in der Nähe entstandenen Vorwerken Dorotheenhof und Karolinenberg. Über eine längere Zeit wurden diese Güter von der Familie Walsleben gepachtet. 1737 lösten der Rittmeister Gustav Adolf von Maltzahn und der Oberhofmeister Carl Friedrich von Maltzahn diese Güter von den Pächtern aus, welche so bis 1930 unter direkter der Verwaltung der Maltzahns verblieben. Das letzte Gutshaus stammte von um 1800; die Ruine wurde 2022 eingeebnet.
Bis 1756 war die Familie von Walsleben im Besitz des Gutes. Es folgten die Holleben und die Bolten, bis dann die Familie von Heyden durch Wichard Wilhelm von Heyden 1825 das Gut erwarb. Der Gutspark wurde von Peter Joseph Lenné Mitte des 19. Jahrhunderts gestaltet. 1945 war Bogislaw von Heyden letzter Besitzer auf dem 400 ha großen Gut. Sein Schwiegersohn Carl Christian Hesse kaufte das Anwesen der Gutsanlage nach 1990 zurück.
Das 1970 errichtete moderne Treib- und Schmierstofflager der Nationalen Volksarmee war das größte Depot in der DDR und ist heute Betriebsstoffdepot der Bundeswehr.
Leistenow wurde 1291 erstmals urkundlich erwähnt. Die einfache Kirche Leistenow stammt aus der Zeit um 1700.
Roidin (Schreibweise bis ins 19. Jahrhundert: Reudin) hatte schon im Mittelalter eine Kirche. 1669 erfolgte ein Neubau einer Fachwerkkirche, die abgerissen werden musste. Die neugotische Kirche Roidin wurde 1874 geweiht. Gutsbesitzer war u. a. die Familie von Maltzahn. Das unsanierte Gutshaus stammt aus der Zeit um 1860. Letzte Grundbesitzer hier waren unter anderem Victor Karl Dietrich von Maltzahn mit seiner Frau Marie von Behr-Behrenhoff, dann der Sohn Albrecht Freiherr von Maltzahn (1854–1938). Er begann seine Laufbahn auf dem Adelsinternat der Ritterakademie am Dom zu Brandenburg, wurde preußischer Regierungsreferendar und Oberleutnant, verheiratet mit der Gutsbesitzerstochter Elsbeth von Blankenburg. Sie vererbten die Begüterung an den ältesten Sohn, den Erblandmarschall von Vorpommern, Albrecht Jürgen von Maltzahn (1886–1955). Er adoptierte mit seiner Frau Emmy Trendelburg die Nichte Sitta-Felicitas von Berlepsch und den Neffen Ernfried von Berlepsch und lebten zusammen in Südwestafrika auf einer in Erinnerung an die alte Heimat neugegründeten Farm Roidina bei Omaruru.

## Eingemeindungen
Seit dem 13. September 1973 gehört Leistenow zu Utzedel. Am 1. Juni 2004 wurde Teusin eingegliedert.

## Wappen, Flagge, Dienstsiegel
Die Gemeinde verfügt über kein amtlich genehmigtes Hoheitszeichen, weder Wappen noch Flagge. Als Dienstsiegel wird das kleine Landessiegel mit dem Wappenbild des Landesteils Vorpommern geführt. Es zeigt einen aufgerichteten Greifen mit aufgeworfenem Schweif und der Umschrift „GEMEINDE UTZEDEL * LANDKREIS MECKLENBURGISCHE SEENPLATTE“.

## Sehenswürdigkeiten

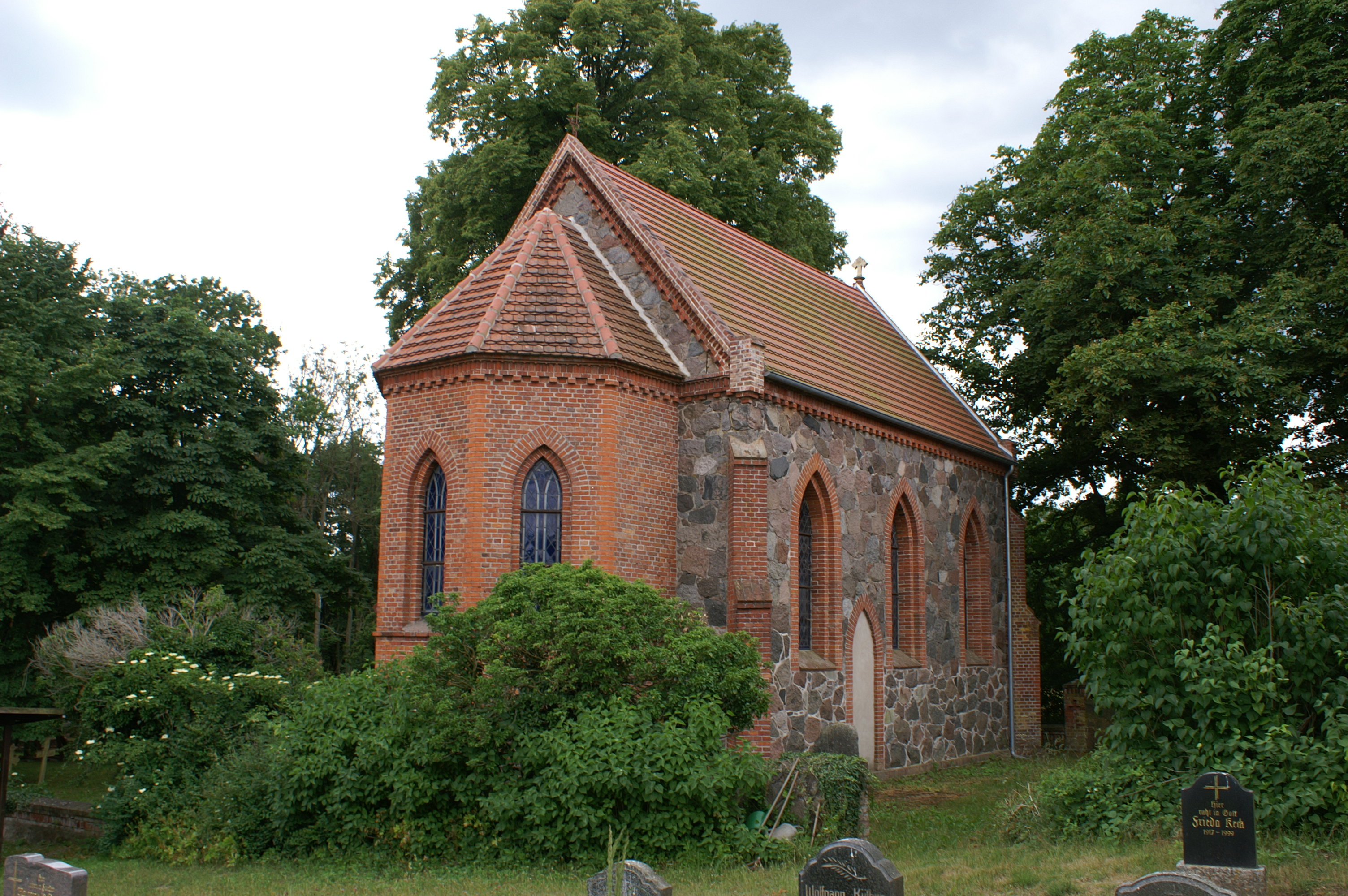
Kirche Roidin

- Standort Gutshaus Utzedel, Bau von um 1800 mit Gewölbekeller, 2022 eingeebnet
- Feldsteinkirche Utzedel aus der Mitte des 13. Jahrhunderts
- Slawischer Burgwall auf dem Carolinenberg in Utzedel
- Kirche Leistenow: Einfacher Putzbau aus der zweiten Hälfte des 17. Jahrhunderts. Die Ausstattung stammt aus der Mitte des 18. Jahrhunderts. Der Altar zeigt Gemälde der Kreuzigung, des Abendmahles und die Wappen der Familien von Walsleben und von Borcke.
- Gutshaus Leistenow von 1842 mit Gutspark, gestaltet von Lenné
- Kirche Roidin: neugotische Feldsteinkirche aus dem 19. Jahrhundert
- Wassermühle Roidin: 1736 an altem Standort neu erbaut[9], teilsaniert[10], mit Francis-Schachtturbine von 1936[11], Rekonstruktion der Technik geplant
- Findling Davids-Stein: zweitgrößter Findling im Landkreis Mecklenburgische Seenplatte
- 129 Meter hoher Fernmeldeturm der BWI Informationstechnik aus Stahlbeton auf dem Gelände des Betriebsstoffdepot der Bundeswehr. (Koordinaten: 53° 52′ 9″ N, 13° 6′ 53″ O)

## Wirtschaft und Verkehr
Die Gemeinde wird hauptsächlich durch die Landwirtschaft geprägt.
Der Ortsteil Utzedel, der sich im Norden des Gemeindeterritoriums befindet, liegt direkt an der Landstraße 271. An der Bahnstrecke Stralsund–Neubrandenburg–Berlin liegt ein Haltepunkt, welcher stündlich bedient wird. Am Bahnhof Utzedel zweigt ein Gleis zum Betriebsstoffdepot der Bundeswehr ab, das nach wie vor genutzt wird.
Die Bundeswehr unterhält auf dem Gelände des Bundeswehrdepots Ost ein Lager für Treib- und Schmierstoffe, welches u. a. über zwei unterirdischen Tanks mit einem Fassungsvermögen von jeweils rund fünf Millionen Liter für Kerosin und Dieselkraftstoff verfügt. Das Depot besteht seit 1972 und wurde bis 1990 von der Nationalen Volksarmee (NVA) genutzt. Nach der Wiedervereinigung wurde es umfangreich modernisiert.

## Persönlichkeiten
- Dieter Heuer (* 8. August 1942), ehemaliger deutscher Ringer